# Lauso (mitología)
Lauso es un personaje mitológico presente en los libros 7º y 10º de la Eneida de Virgilio.

## El mito

### Los orígenes
Lauso es el único hijo del tirano etrusco Mecencio de Caere (o Agilla): tras el destierro de este último, expulsado de sus súbditos por su cruel conducta, también él se ve obligado a abandonar la ciudad, a pesar de ser un muchacho muy bueno y sensible, como además de guapo en apariencia: Virgilio también lo describe como un cazador muy capaz y un gran amante de los caballos. El joven Asture, que se había convertido en rey en lugar de Mecencio, logró apartar de su lado a todos los demás gobernantes etruscos, de modo que el antiguo tirano y su hijo, para escapar de la captura, se refugiaron con Turno, el rey de los rútulos, que mientras tanto había declarado la guerra a los troyanos de Eneas desembarcados en el Lacio. Este último obtuvo el apoyo de los etruscos hostiles a Mecencio, que así una vez más tuvo que enfrentarse a oponentes internos.

### La muerte
En el combate Lauso mata a Abante, uno de los comandantes de la flota troyana, limitándose por lo demás a proteger por la espalda a su padre, quien, en agradecimiento, le entrega la armadura y el yelmo arrebatados a Palmo, enemigo al que le ha amputado la pierna. Pero el destino acecha: Eneas se enfrenta a Mecencio en un duelo y lo derriba tras haberle infligido una herida grave; al ver a su padre en grave peligro, Lauso se interpone en silencio entre él y Eneas. Mientras Mecencio se va a curarse, Lauso le deja claro a Eneas que quiere pelear con él. El líder troyano trata de desanimar al niño pero este reacciona con una sonrisa altiva; esto enfurece a Eneas quien, con la velocidad del rayo, atraviesa a Lauso con su espada. El joven etrusco se desploma sin vida en el suelo, después de haber emitido un débil gemido. Al verlo muerto, Eneas se enoja, deposita delicadamente a Lauso sobre su escudo y se lo devuelve a su padre. Este último luego monta su caballo Rebo para vengar la muerte de Lauso, pero Eneas derriba al cuadrúpedo, lo que hace que Mecencio sea arrojado de su caballo. Antes de ser asesinado, el anciano pide como último deseo ser enterrado en la misma tumba que su hijo.
Aquí está el pasaje virgiliano con el asesinato del príncipe etrusco:

Gimió gravemente por el amor de su querido padre tan pronto como vio a Lauso, y las lágrimas rodaron por su rostro. Aquí ciertamente no callaré sobre el caso de una muerte dura, y tus gloriosas hazañas, y tú, oh memorable joven, aunque la posteridad conceda fe a tan grande empresa. Mecencio, retirando el pie, se alejó debilitado y avergonzado, y trató de arrebatar la lanza enemiga del escudo. El joven irrumpió y se arrojó en medio de las armas, y tomó el lugar de la espada de Eneas, que ya se levantaba con la mano derecha y asestaba el golpe y, cerrándolo, lo retenía. Los compañeros lo apoyan con gran clamor, hasta que el padre se aleja protegido por el pequeño escudo de su hijo, y lanzan dardos, y repelen de lejos al enemigo con balas. Eneas se enfurece y se mantiene cubierto. Así como a veces caen nubes con aguaceros de granizo, y todo labrador se esparce por los campos, y todo labrador y caminante se esconde a salvo bajo la orilla de un río o bajo el arco de un peñasco alto, hasta que llueve sobre la tierra, para poder, reapareció el sol, pasar el día: así Eneas, envuelto en dardos por todos lados, sostiene la nube de guerra, esperando que se descargue toda, y grita a Lauso y amenaza a Lauso: - ¿Adónde corres a morir, y te atreves? más allá de la Fuerza? El amor te insidia desprevenido. - Pero eso, de todos modos, se alegra, loco; y ya crece la cruel cólera del líder dardaniano; las Parcas recogen los últimos hilos de Lausus: en efecto, Eneas blande su espada válida sobre el cuerpo del joven, y lo hunde todo. La punta atraviesa el escudo, arma ligera para los atrevidos, y la túnica, que la madre había tejido con oro flexible, y llena de sangre los pliegues; entonces la vida a través del aire huyó tristemente al Mani, y abandonó el cuerpo. Pero tan pronto como Anquises vio la mirada y el rostro del moribundo, su rostro pálido de una manera admirable, gimió gravemente, lastimosamente, y extendió su mano derecha, y el pensamiento del amor paterno le estrujó el corazón.
Virgilio, Eneida, X, trad. de Eugenio de Ochoa

## Lauso en el arte
El personaje de Lauso ha inspirado a varios artistas: Bartolomeo Pinelli, autor del grabado Eneas con el cuerpo de Lauso; Louis-Léon Cugnot y del bajorrelieve Eneas, Mecencio y Lauso.